# Disaulota leptalina
Disaulota leptalina là một loài bướm đêm thuộc phân họ Arctiinae, họ Erebidae.